# Emelianthinae
Emelianthinae, podtribus biljaka iz porodice ljepkovki, dio tribusa Lorantheae. Sastoji se od osam rodova uglavnom iz Afrike, i nekoliko vrsta u Aziji (Arapski poluotok i Mjanmar)

## Rodovi
1. Subtribus Emelianthinae Nickrent & Vidal-Russ.
  1. Phragmanthera Tiegh. (35 spp.)
  2. Moquiniella Balle (1 sp.)
  3. Oliverella Tiegh. (3 spp.)
  4. Erianthemum Tiegh. (16 spp.)
  5. Globimetula Tiegh. (13 spp.)
  6. Emelianthe Danser (1 sp.)
  7. Pedistylis Wiens (1 sp.)
  8. Spragueanella Balle (2 spp.)